# Bernat americà
El bernat americà (Ardea herodias) és una ciconiforme de la família dels ardèids, comú a tota l'Amèrica del Nord i Central, així com a les Antilles i a les illes Galápagos, excepte als deserts i a la muntanya alta. De forma molt esporàdica pot aparéixer a la costa atlàntica ibèrica, a les Açores i zones del sud d’Europa. És similar al bernat pescaire europeu, però de major grandària, podent superar els 110 cm de longitud. És un dels ardeids més freqüents al Nou Món i la UICN considera el seu estat de conservació com de Risc mínim.
Una població totalment blanca que es troba al sud de Florida i als Keys de Florida és coneguda com el great white heron (gran agró blanc). Existeix debat sobre si això representa un morf de color blanc de bernat americà (Great blue heron, en anglès), una subespècie d'aquest o una espècie completament separada. L'estat dels individus blancs que se sap que també es produeix en altres llocs del Carib és poc clar.